# 赫亞爾思 (阿肯色州)
赫亞爾思（英語：Health）是位於美國阿肯色州麥迪遜縣的一個非建制地區。該地的面積和人口皆未知。

## 地理
赫亞爾思的座標為35°47′21″N 93°58′35″W / 35.78917°N 93.97639°W，而該地的平均海拔高度為735米（即2411英尺）。